# Jimmy Bancks
James Charles « Jimmy » Banks, né le 10 mai 1889 à Enmore (en), en Nouvelle-Galles du Sud, et mort le 1er juillet 1952, est un auteur de bande dessinée australien, connu pour sa série Ginger Meggs (en).

## Biographie
Né dans une famille très pauvre, Jimmy Banks commence à travailler à l'âge de 13 ans. Autodidacte, il publie ses premiers dessins en 1914 dans The Arrow, puis devient collaborateur permanent du Bulletin jusqu'en 1922. Parallèlement, il réalise des illustrations humoristiques dans le Sydney Sunday Sun, et imagine dès 1921 sa première bande dessinée, US Fellers, qui deviendra peu après Ginger Meggs (en). Elle met en scène un jeune rouquin vivant dans une banlieue australienne comme Hornsby où il a passé son enfance. En 1923, il conçoit The Blimps pour le Melbourne Sun, puis Mr. Melbourne Day by bay pour le Melbourne Sun-Pictorial. Mais c'est la série Ginger Meggs qui remporte le plus de succès : elle est publiée dès 1929 au Canada, aux États-Unis et en Amérique du Sud. (Elle a été reprise après sa mort et est toujours publiée aujourd'hui[Quand ?].)
En 1934, il rédige le livret de la comédie musicale Blue Mountain Melody. En souvenir de ses débuts difficiles, il crée en 1946 des bourses d'études destinées aux jeunes aspirants dessinateurs.
Il épouse le 15 octobre 1931 Jessie Nita Tait, mais sa femme meurt en couches le 22 novembre 1936,. En 1938, il épouse à Yuma (Arizona) Patricia Quinan,. Ils adoptent une fille, devenue l'artiste Sheena Bancks. Il est mort brutalement d'une maladie cardiaque le 1er juillet 1952 chez lui, à Point Piper (Nouvelle-Galles du Sud) (en).
Le 26 juillet 1997, le maire d'Hornsby a renommé un parc Ginger Meggs Park en l'honneur de son personnage.